# Tržiště

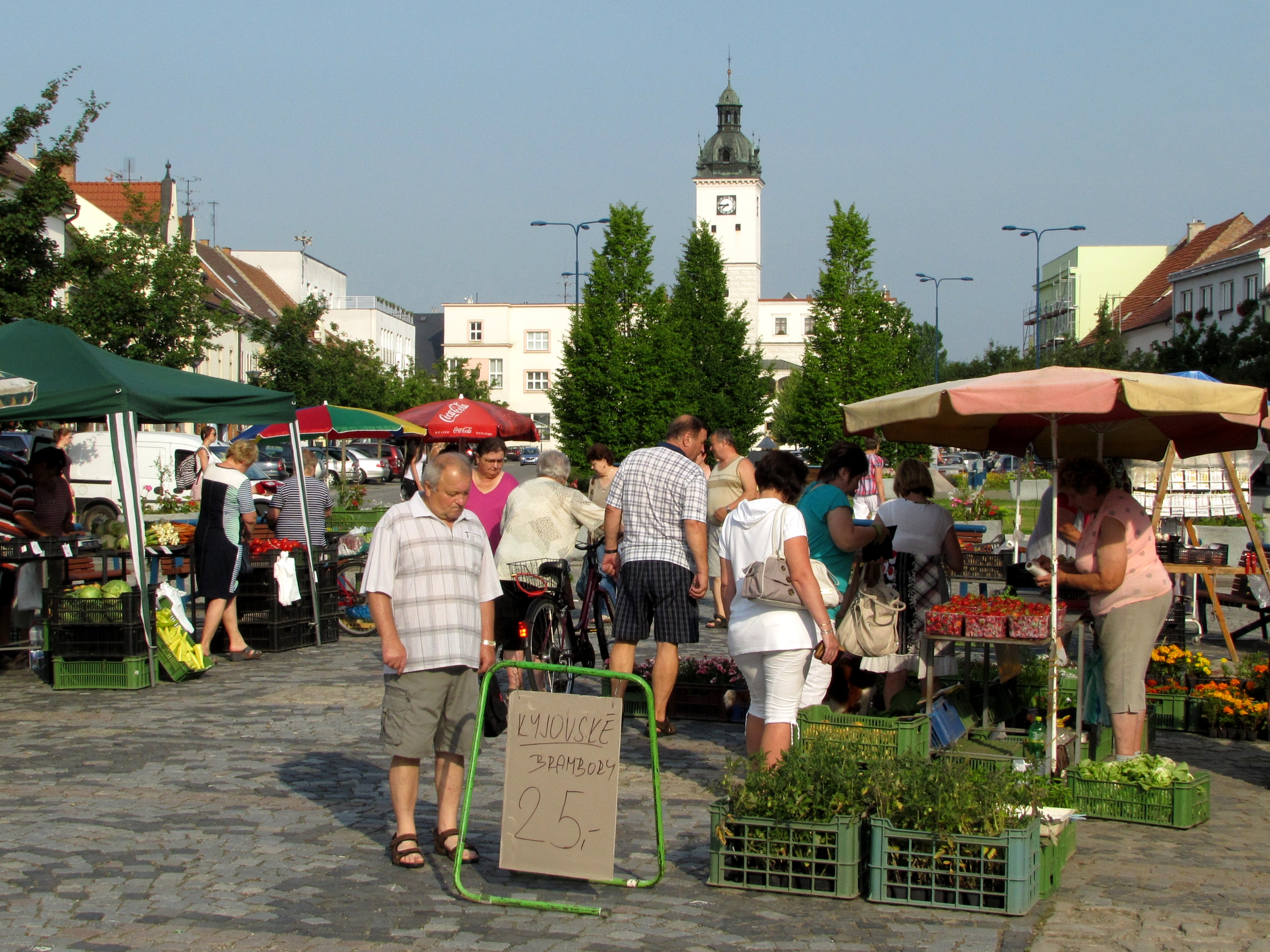
Trh na Masarykově náměstí v Kyjově

Tržiště je v tržních řádech měst a obcí definováno jako prostor mimo provozovnu, který je k tomuto účelu určen kolaudačním rozhodnutím nebo kolaudačním souhlasem podle zvláštního zákona, kde dochází k nabídce, prodeji zboží a poskytování služeb na místech pronajatých k tomuto účelu. Jedná se prostor, který je veřejně přístupný (např. náměstí, apod.). V minulosti jako tržiště často sloužily městské rynky, které často nesly i název trh. V Praze se jednalo např. o Koňský trh (dnešní Václavské náměstí), Uhelný trh, Ovocný trh, Tržiště na Malé Straně nebo Dobytčí trh (dnešní Karlovo náměstí). Jiná specializovaná tržiště byla postupem doby přeměněna na samostatné tržnice.
V posunutém významu pak moderní tržiště může fungovat třeba na internetu ve formě veřejné aukce apod.